# USS Sablefish (SS-303)
Za druga plovila z istim imenom glejte USS Sablefish.
USS Sablefish (SS-303) je bila jurišna podmornica razreda balao v sestavi Vojne mornarice Združenih držav Amerike.